# Lincolnshire (Illinois)
Lincolnshire is een plaats (village) in de Amerikaanse staat Illinois, en valt bestuurlijk gezien onder Lake County.

## Demografie
In 2010 is het aantal inwoners door het United States Census Bureau geschat op 7275 en negen jaar later 7893, een toename van 8,5%.

## Geografie
Volgens het United States Census Bureau beslaat de plaats een oppervlakte van
12,13 km², waarvan 11,89 km² land en 0,24 km² water.

## Plaatsen in de nabije omgeving
De onderstaande figuur toont nabijgelegen plaatsen in een straal van 8 km rond Lincolnshire.